# Двойна звезда
Вижте пояснителната страница за други значения на Двойна звезда.
Двойната звезда е система от две звезди, отдалечени една от друга на неголямо разстояние.
Наблюдаването на двойните звезди е важна част от астрономическите изследвания, тъй като само по този начин може пряко да се изчислят масите на звездите, стига да са известни техните орбити.
Двойните звезди са важни и при изследването на теориите за звездна еволюция, тъй като са се образували от едно и също вещество, т.е. имат еднакви възраст и химичен състав.

## Класификация
Двойните звезди се делят на две групи:
- Оптично двойни – две звезди, които случайно се проектират близко една до друга на небесната сфера, съставят оптично двойна звезда. Възможно е в пространството те да са раздалечени на огромни разстояния. Не представляват интерес за професионалните астрономи, но се наблюдават от любителите, например за практическо измерване на разделителната способност на уредите им.
- Физично двойни – те са гравитационно свързани помежду си. Обикалят около общия център на масите си. Често физически двойните звезди не могат да бъдат разделени дори от най-мощните телескопи, и тяхната двойственост се установява по косвен път – най-вече при спектроскопични наблюдения.

Физично двойните звезди се разделят според начина на наблюдение на:
- Визуално-двойни звезди: Това са двойни системи, в които звездите от двойката се виждат като отделни в телескоп. Известни са около 2000 визуално-двойни системи с периоди на обикаляне от няколко години до няколко хиляди години.

- Затъмнително-променливи звезди: Това са двойни звезди, при които е невъзможно да се различат отделните звезди наблюдавани през телескоп. Те се откриват по особените периодични изменения в общия им блясък. Причината за това изменение в блясъка е периодичното затъмняване на едната звезда от другата при орбиталното им движение. Открити са около 4000 затъмнително-променливи звезди. По този начин, обаче, тези звезди не могат да бъдат отделени от пулсиращите променливи звезди, чието изменение на блясъка се дължи на промяна на размерите им. Затова се правят спектроскопични наблюдения.

- Спектрално-двойни звезди: Тяхната двойственост се установява и изследва чрез спектрални наблюдения. Компонентите им са толкова близки една до друга и/или толкова далеч от нас, че визуалното или фотографско разделяне е невъзможно. Откриват се по раздвояването на линиите на поглъщане в спектъра им (Звездите променят посоката на вектори на скоростите си, поради кръговото им движение около общия център на масите. При това положение, поради ефекта на Доплер, дадена линия в спектъра на едната звезда претърпява червено отместване, а другата – синьо отместване. Два отделни спектъра не могат да бъдат наблюдавани, но се наблюдава раздвояване на спектралните линии в общия спектър).

## Тясна двойна система
Две звезди образуват тясна двойна система, ако разстоянието между тях е сравнимо с радиусите им. Те не само се движат около общия център на тежестта, но и обменят вещества помежду си (т.е. наблюдава се акреция). Около всяка от двете звезди има зона, ограничена от повърхността на Рош, в която преобладава нейното собствено гравитационно поле. Изтичането на веществата се получава в точката, където двете области се допират (точка на Лагранж). Обмяната на веществата в тясната двойна система съществено влияе върху по-нататъшната еволюция на двете звезди.